# Bohuslavice (ort i Tjeckien, lat 49,94, long 18,13)
Bohuslavice är en ort i Tjeckien. Den ligger i den östra delen av landet, 270 km öster om huvudstaden Prag. Bohuslavice ligger 248 meter över havet och antalet invånare är 1 560.
Terrängen runt Bohuslavice är huvudsakligen platt, men åt sydväst är den kuperad. Runt Bohuslavice är det mycket tätbefolkat, med 1 177 invånare per kvadratkilometer. Närmaste större samhälle är Ostrava, 16,2 km sydost om Bohuslavice. Trakten runt Bohuslavice består till största delen av jordbruksmark.